# رايموند هاري براون
رايموند هاري براون (بالإنجليزية: Ray Brown)‏ هو معلم موسيقى وملحن أمريكي، ولد في 7 نوفمبر 1946 في أوشنسايد في الولايات المتحدة.

## وصلات خارجية
- رايموند هاري براون على موقع ميوزك برينز (الإنجليزية)
- رايموند هاري براون على موقع ديسكوغز (الإنجليزية)